# 12-я Врацкая повстанческая оперативная зона
12-я Врацкая повстанческая оперативная зона (болг. Дванадесета Врачанска въстаническа оперативна зона) — территориальная и организационная единица в составе Народно-освободительной повстанческой армии Болгарии во время Второй мировой войны.

## История
12-я Врацкая повстанческая оперативная зона в составе Народно-освободительной повстанческой армии Болгарии была образована в феврале 1944 года во время тайной расширенной встречи Врацким окружным руководством БРП (к). Зона была разделена на три военно-оперативных района: Врацкий, Фердинандский и Видинский. По указанию ЦК БРП (к) и Главного штаба НОВА был сформирован штаб в следующем составе:
- Командир повстанческой зоны: Дико Диков
- Политический комиссар: Димо Дичев

## Структура
В состав 12-й Врацкой повстанческой оперативной зоны входили пять партизанских отрядов и разные боевые группы БКП. К отрядам относились:
- Партизанский отряд имени Гаврила Генова[болг.]
- Партизанский отряд имени Христо Михайлова[болг.]
- Партизанский отряд имени Стефана Караджи[болг.]
- Партизанский отряд имени Георгия Бенковского[болг.]